# Zazdrość (powieść)
Zazdrość (norw. Sjalusimannen og andre fortellinger) – powieść kryminalna norweskiego pisarza Jo Nesbø, opublikowana w 2021 r. Pierwsze polskie wydanie ukazało się w tym samym roku nakładem Wydawnictwa Dolnośląskiego, w tłumaczeniu Iwony Zimnickiej.